# Calozodion dollfusi
Calozodion dollfusi is een naaldkreeftjessoort uit de familie van de Metapseudidae. De wetenschappelijke naam van de soort is voor het eerst geldig gepubliceerd in 1989 door Gutu.